# Klootschießerverein Esenshamm

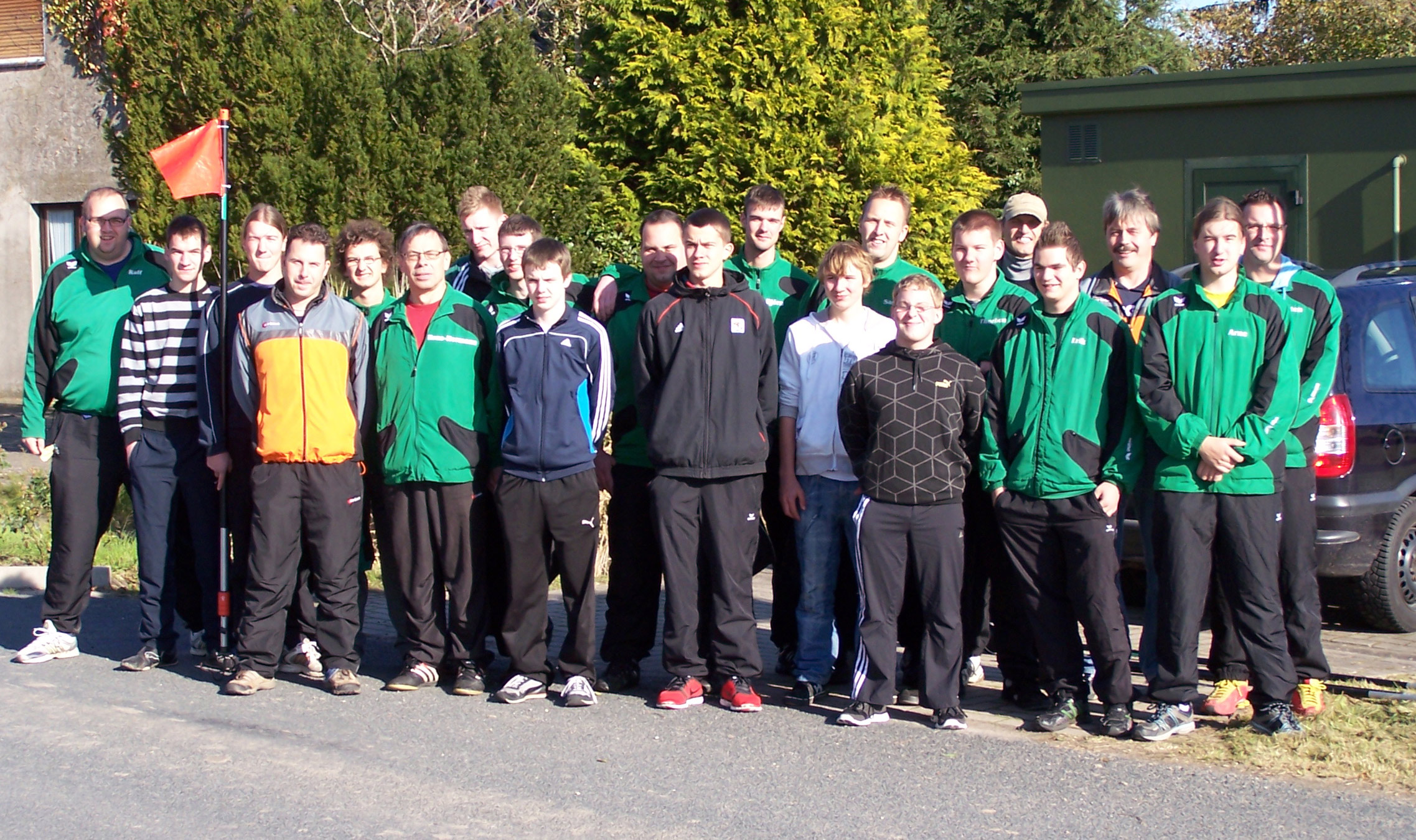
Männer I-Mannschaft 2011

Der Klootschießerverein Esenshamm e.V. ist ein dem Friesischen Klootschießer-Verband, dem Klootschießerlandesverband Oldenburg, dem Klootschießerkreis I Butjadingen und dem Kreissportbund Wesermarsch angehörender Verein, der die Sportarten Straßenboßeln, Klootschießen, Schleuderballweitwurf, Weideboßeln, Hollandkugelwerfen und Irish Road Bowling anbietet.

## Geschichte
Der Verein wurde 1904 gegründet, einem Aufrufes des FKV-Gründers Hinrich Dunkhase folgend. Namensgebend war anfangs nicht die Ortschaft Esenshamm, sondern die frühere Gemeinde Esenshamm, die der Gemeindereform zum Opfer fiel. Bis 1980 gab es folgedessen auch 2 Untergruppen mit zum Teil getrennten Vorstandspositionen (eigene Kassenwarte, Vergnügungsausschüsse, Bahnweiser, Fachwarte) im Verein, die Untergruppen Esenshamm und Kleinensiel. Diese Trennung gibt es heute nicht mehr.
Bis in die 1960er-Jahre wurde im Verein nur das Klootschießen betrieben und das ausschließlich im Männerbereich.
Anfang der 1960er-Jahre dann fand das Straßenboßeln im Verein erstmals in Vereinswettbewerben statt, kurze Zeit später formierte sich eine erste Männermannschaft, die zuerst Freundschaftsspiele mit anderen Vereinen bestritt, wenig später auch am Kreispokal teilnahm und seit Ende der 1970er am Ligenspielbetrieb teilnimmt. Seit Mitte der Siebziger etablierte sich auch eine Frauensparte im Verein, die ebenfalls seit Ende der 1970er am Ligenspielbetrieb teilnimmt. Anfang der 1980er wurde im Verein die Jugendarbeit klar strukturiert und intensiviert, was bis heute einen stetigen Strom an Nachwuchs sichert, so dass bereits seit über 20 Jahren auch zweite, zeitweise sogar dritte Mannschaften gebildet werden. Seit drei Jahrzehnten sind lückenlos alle Jugendklassen (A- bis F-Jugend) besetzt.
Seit Mitte der 1990er bildeten sich auch Mannschaften in den Senioren-Altersklassen, die man heute sogar alle (Altersklassen III bis V) mit eigenen Mannschaften besetzt.

## Sparten

### Klootschießen
Die Klootschießersparte des Vereines wird vom sogenannten Bahnweiser geführt. Dieser setzt Trainings an und beaufsichtigt die Teilnahme an regionalen Wettbewerben. Außerdem nominiert er in Absprache mit den Fachwarten die Mannschaften für den Friesischen Mehrkampf.
Momentan wird im Verein das Klootschießen nur als Standkampf, nicht aber als Feldkampf durchgeführt. Trotzdem genießt es noch einen überdurchschnittlich hohen Stellenwert im Verein. Gemessen an den erreichten Titeln pro Jahr ist es die erfolgreichste Sparte im Verein.

### Boßeln
Wie bei fast allen anderen Klootschießervereinen nimmt auch beim KV Esenshamm die Boßelsparte den höchsten Stellenwert im Verein ein. Mit 100 Aktiven ist sie auch die personell größte Sparte. Momentan (Stand 2011) nehmen 15 Mannschaften (davon 6 Jugendmannschaften) am regionalen und überregionalen Spielbetrieb teil. Der Verein konnte in den letzten Jahrzehnten immer wieder große Talente hervorbringen und eine Vielzahl an Einzeltitel erlangen, allerdings spielt im Mannschaftsbereich nur die Frauenmannschaft dauerhaft in den höheren Spielklassen. Der ersten Männermannschaft gelang bisher der Aufstieg in den überregionalen Bereich noch nicht.

### Schleuderball
Im Verein wird nur die Variante des Schleuderballweitwurfes betrieben. Zwar verfügt man im Verein über mehr als 20 Schleuderballspieler, möchte aber nicht die in der Region etablierten Schleuderballvereine schwächen, indem man eigene Mannschaften aufstellt.
Geworfen wird im Rahmen des Friesischen Mehrkampfes und während des Klootschießertrainings.

### Irish Road Bowling
Das Irish Road Bowling, zumeist Eisenkugelwerfen genannt, nimmt Jahr für Jahr einen höheren Stellenwert ein. Immer mehr Werfer qualifizieren sich auch für überregionale Wettbewerbe und zeitweise auch für die Championstour. Diese Variante des Straßenboßelns wird im Frühjahr und Sommer betrieben und von den Boßelfachwarten betreut.

### Hollandkugel
Diese holländische Variante des Sports wird erst seit kurzer Zeit im Verein betrieben und vom "Bahnweiser Klootschießen" betreut. Bei der Gelegenheit wird es auch trainiert.

### Friesischer Mehrkampf
Beim friesischen Mehrkampf wird neben dem Klootschießen, dem Straßenboßeln und dem Schleuderballweitwurf auch noch das Weideboßeln betrieben.

## Internetauftritt
Der Verein verfügt über einen selbständigen Internetauftritt mit vielen Informationen über den Verein und den Friesensport im Allgemeinen. Hierfür betreibt der Verein zusätzlich einen Youtube-Kanal zur Veranschaulichung des Sportes.